# Станув
Станув (пол. Stanów, нім. Rengersdorf) — село в Польщі, у гміні Бжезьниця Жаґанського повіту Любуського воєводства.
Населення — 239 осіб (2011).
У 1975-1998 роках село належало до Зеленогурського воєводства.

## Демографія
Демографічна структура станом на 31 березня 2011 року:
|          | Загалом | Допрацездатний вік | Працездатний вік | Постпрацездатний вік |
| -------- | ------- | ------------------ | ---------------- | -------------------- |
| Чоловіки | 109     | 22                 | 79               | 8                    |
| Жінки    | 130     | 24                 | 75               | 31                   |
| Разом    | 239     | 46                 | 154              | 39                   |